# Tom Marino
Thomas Anthony Marino, detto Tom (Williamsport, 13 agosto 1952), è un politico e avvocato statunitense, membro della Camera dei Rappresentanti per lo stato della Pennsylvania dal 2011 al 2019.

## Biografia
Nato e cresciuto in una famiglia italoamericana della Pennsylvania, Marino si laureò in legge e divenne avvocato. Dopo alcuni anni, nel 2002 venne nominato United States attorney (una specie di pubblico ministero) e mantenne l'incarico fino al 2007, quando decise di dimettersi dopo uno scandalo che lo vedeva tra le referenze del criminale Louis DeNaples.
Entrato ufficialmente in politica con il Partito Repubblicano, nel 2010 si candidò alla Camera dei Rappresentanti contro il deputato democratico in carica Chris Carney e riuscì a sconfiggerlo. Fu poi riconfermato nelle elezioni successive.
Marino è considerato uno dei membri più conservatori della Camera ed ha espresso posizioni favorevoli alla pena di morte.